# Kashírskaya
Kashírskaya (del ruso: Каши́рская) es una estación de andén cruzado del metro de Moscú de las líneas Zamoskvorétskaya y Bolshaya Koltsevaya.
Desde el 20 de noviembre de 1995 hasta el 26 de octubre de 2019, también sirvió a la abolida línea Kajóvskaya. El 1 de marzo de 2023, después de la reconstrucción, la estación se reabrió para la línea Bolshaya Koltsevaya como parte del tramo Kajóvskaya — Nizhegorodskaya. Desde el 12 de noviembre de 2022, el tráfico en la línea Zamoskvoretskaya a través de la estación se ha cerrado temporalmente debido a la reconstrucción del túnel en el tramo Tsarítsyno — Kantemírovskaya.

## Imágenes de la estación

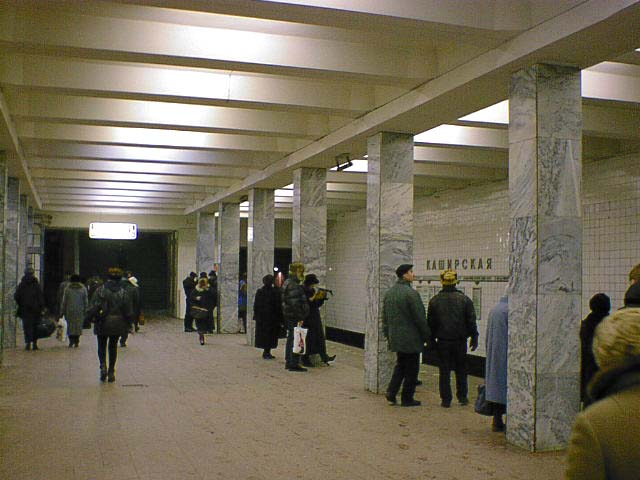
Estación de metro Kashírskaya-este (dirección norte)
Estación de metro Kashírskaya-oeste (dirección sur)
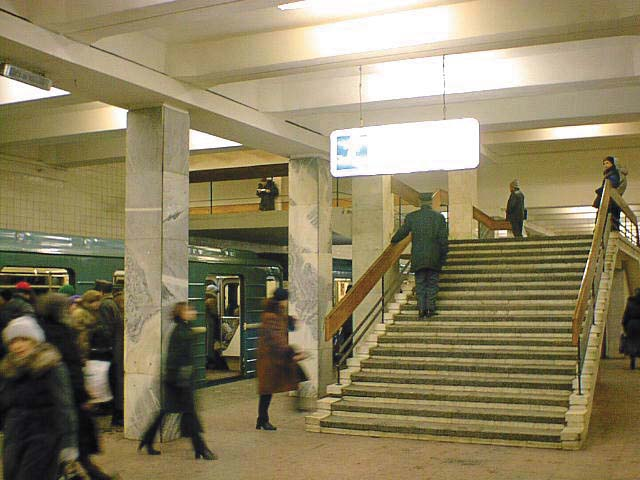
Estación de metro Kashírskaya Pasaje central
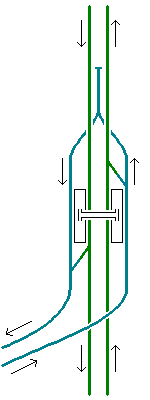
Estación de metro Kashírskaya Diagrama del trazado de las vías hasta 2019

- Datos: Q2329927
- Multimedia: Kashirskaya (Moscow Metro) / Q2329927